# Rocketeer
«Rocketeer» — второй сингл с альбома группы Far East Movement Free Wired. В записи песни принял участие Райан Теддер из группы OneRepublic. Соавтором песни выступил Бруно Марс. Продюсерами стали Stereotypes и The Smeezingtons. Композиция достигла 7 места в Billboard Hot 100.
В ответ на появление мнений о том, что «Rocketeer» подобен песни Джастина Бибера «Somebody to Love», группа через свой аккаунт на Twitter сказала, что оба трека были спродюсированы одной командой — Stereotypes. «Rocketeer» был записан раньше, и семплы из него использовались во второй песне.

## Музыкальное видео
Режиссёром выступил Марк Класфелд, премьера на Vevo и YouTube состоялась 29 октября 2010 года.

## Список композиций
Цифровой сингл
1. «Rocketeer» (при участии Райана Теддера) — 3:31

## Чарты
| Чарт (2010—11)                             | Наивысшее место |
| ------------------------------------------ | --------------- |
| Австралия (ARIA)                           | 18              |
| Бельгия/Фландрия (Ultratip Bubbling Under) | 9               |
| Бельгия/Валлония (Ultratip Bubbling Under) | 45              |
| Канада (Billboard Canadian Hot 100)        | 22              |
| Чехия (Rádio — Top 100)                    | 74              |
| Ирландия (IRMA)                            | 25              |
| Новая Зеландия (Recorded Music NZ)         | 4               |
| Нидерланды (Single Top 100)                | 47              |
| Словакия (Rádio — Top 100)                 | 20              |
| Шотландия (OCC Scotland)                   | 19              |
| Великобритания (OCC UK Singles)            | 14              |
| Великобритания (OCC UK Hip Hop/R&B)        | 4               |
| США (Billboard Hot 100)                    | 7               |
| США (Billboard Pop Airplay)                | 7               |
| США (Billboard Hot Rap Songs)              | 10              |